# Dianthus caryophyllus
Il garofano comune (Dianthus caryophyllus L.) è una pianta della famiglia delle Cariofillacee.
Essa è probabilmente nativa della regione del Mediterraneo ma la sua esatta origine non è nota a causa della coltivazione estensiva che se ne è fatta negli ultimi 2.000 anni. Si tratta dell'antenato selvatico del garofano da giardino.

## Etimologia
Il garofano è menzionato nella letteratura greca di 2000 anni addietro. Il nome "Dianthus" gli venne dato dal botanico greco Theophrastus, e deriva dai termini greci divino ("dios") e fiore ("anthos"). Alcuni studiosi ritengono che il nome "garofano" derivi da "incoronazione" o "corona" (ghirlanda di fiori), in quanto era uno dei fiori usati per le corone cerimoniali in Grecia. Altri pensano che il nome derivi dal latino "caro" (genitivo "carnis") (carne), che si riferisce al colore originale del fiore, o incarnatio (incarnazione), che si riferisce all'incarnazione di Dio fatto carne. Secondo un'altra etimologia, garofano deriva dal greco antico καρυόφυλλον (karyòphyllon = foglia di noce).
Anche se originariamente applicata alla specie Dianthus caryophyllus, il nome garofano viene spesso riferito ad alcune delle altre specie di Dianthus, e più in particolare a ibridi  realizzati fra D. caryophyllus ed altre specie nel genere.

## Descrizione
Si tratta di una pianta perenne erbacea di altezza fino ad 80 cm. Le foglie sono di colore grigio-verde tendente al verde-blu, sottili e fino a 15 cm di lunghezza. I fiori sono singoli o raggruppati fino a cinque insieme in una inflorescenza, hanno un diametro di 3–5 cm e sono dolcemente profumati. Il colore originale del fiore è un naturale e brillante rosa-porpora, anche se esistono altre cultivar di colori diversi, tra cui rosso, bianco, giallo e verde.
I caratteri colturali più significativi sono la rifiorenza, ovvero la capacità di emettere fiore più volte durante l'anno (7-10 fiori). Morfologicamente il garofano possiede un apparato radicale che si sviluppa dapprima dalla radice primaria che cessa presto il suo sviluppo e viene sostituita da radici secondarie laterali avventizie. Il fusto semilegnoso ha portamento semiprostrato sul quale sono inserite le foglie che partono da nodi ingrossati che si presentano opposte, lineari, appuntite, ricoperte da pruina cerosa. Il calicetto, parte anatomica posta al di sotto del calice, è costituito da 5 o 6 parti, mentre il calice è saldato, quindi gamosepalo. La corolla è gamopetala, 5 petali sono saldati tra loro andando a formare il bordo frastagliato caratteristico del fiore del garofano. Gli stami sono 10, anche se questi sono assenti spesso a dipendenza del periodo di fioritura che induce queste parti a trasformarli in petali o ad una riduzione del numero. Stili sono due con stigmi papillosi; l'ovario è supero. Frutto è una capsula che va a contenere i semi che sono di forma triangolare e in numero di 70-90.

## Coltivazione

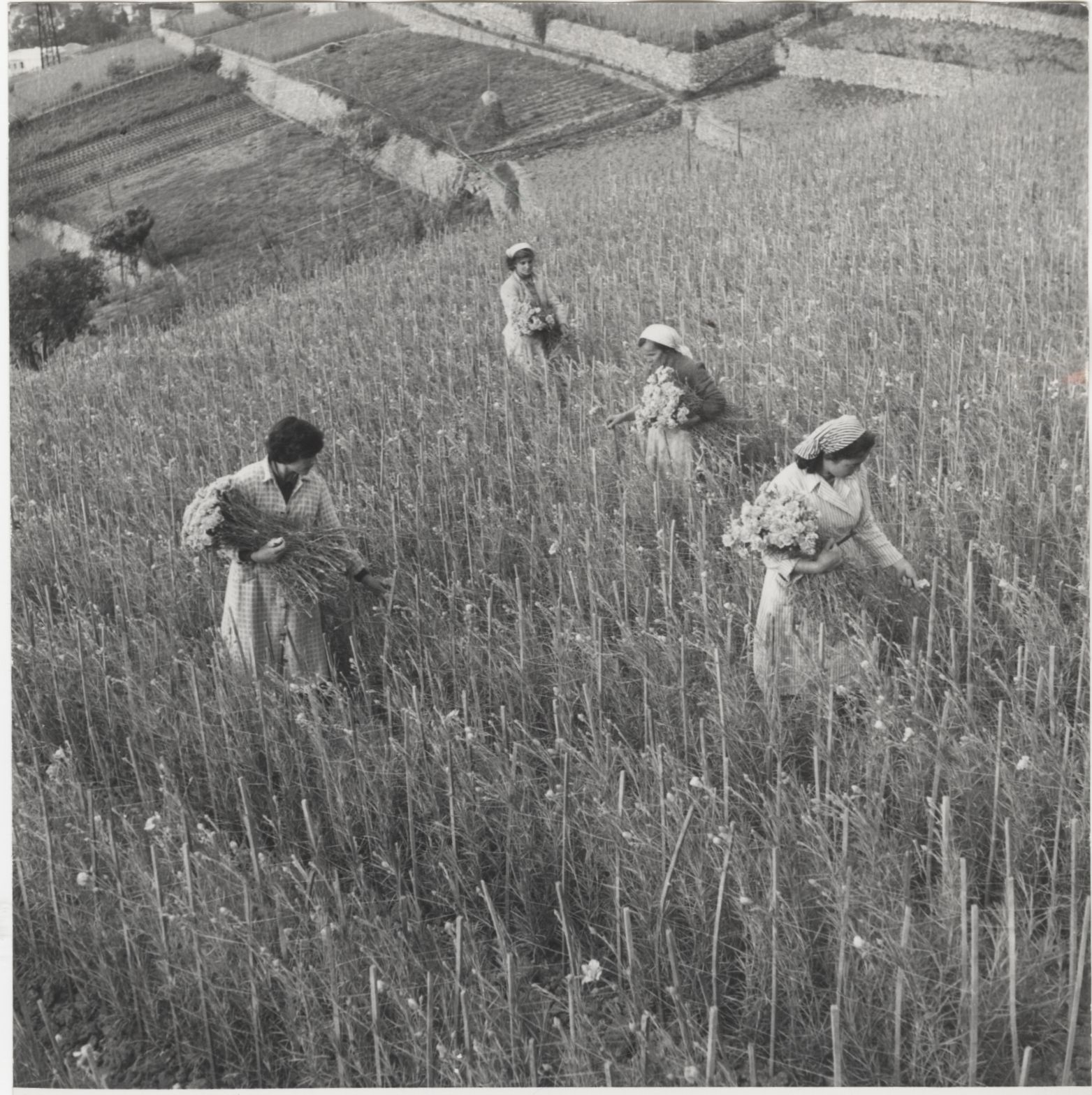
Coltivazione di garofani a Sanremo nel 1962

Il garofano richiede un terreno ben drenato, leggermente alcalino e pieno di sole. Nel tempo sono stati selezionati numerosi cultivar come piante da giardino. Esempi tipici sono le varietà denominate 'Gina Porto', 'Helen', 'Laced Romeo', 'Red Rocket'.
La Colombia è la nazione con la più vasta produzione di garofani.
Negli ultimi anni, grazie all'intervento di ricercatori e ibridatori si è riusciti a raggiungere una vastissima gamma di colori (a parte il blu), oltre a rosso, bianco, giallo e verde si sono aggiunti anche gli arancione, gli screziati, i viola, i lilla, i gorena (pesco), granata, marrone, cappuccino e svariate fantasie di screziati bianco/rosso, bianco/fucsia, bianco/rosa, bianco/gorena, così come le fantasie con fondo giallo: giallo/rosso, giallo/viola, giallo/fucsia, giallo/gorena, giallo/rosa e i verdi: verde/rosso. Per fare alcuni nomi: Eros, Jenny, Jenny Sport, Supersic (in onore del campione di motociclismo Marco Simoncelli), Supersic Sport, Lady Italy, Zoe, Lady Dayana e tante altre varietà che hanno ricevuto moltissimi riconoscimenti e premi presso l'Euroflora, manifestazione florovivaistica mondiale. Oltre alle varietà di garofano standard, cioè a unico stelo, abbiamo anche le varietà cosiddette di Miniatura o Spray, che sono garofani multiflor, cioè hanno diverse ramificazioni, ciascuna delle quali termina con un bocciolo che va a fioritura. Per citarne alcuni, Tirana, Pino Rosso, Amarella, Yongo e tanti altri. A questi si sono aggiunti anche i garofani in vaso, i Simpson's e i Premierball.

## Simbolismo

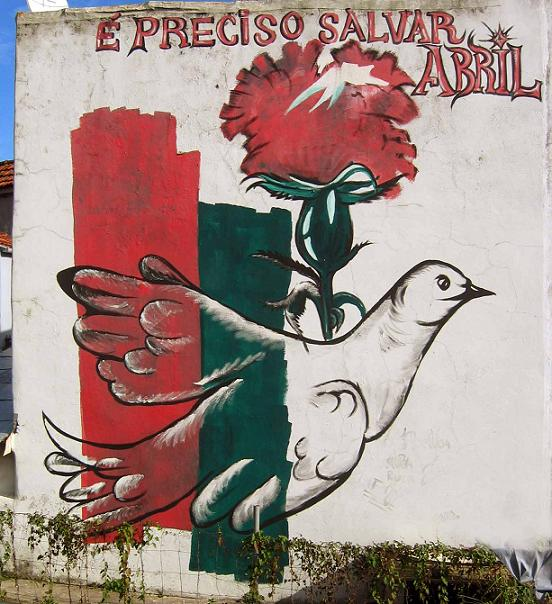
Murales commemorativo della rivoluzione dei garofani portoghese.

Generalmente i garofani esprimono amore, fascino e distinzione, anche se ci sono molte varianti dipendenti dal colore.
- In Giappone, il garofano è augurio di buona fortuna o buona guarigione.
- Il garofano rosso chiaro rappresenta ammirazione, mentre il rosso scuro denota profondo amore e affetto.
- I garofani bianchi rappresentano lealtà, amore puro e buona fortuna, mentre quelli a strisce (variegati) simboleggiano il rammarico per un amore non condiviso.
- Il garofano di colore verde è stato un segno di riconoscimento per la comunità omosessuale a cavallo tra il XIX e il XX secolo.[9][10] Il concetto fu introdotto da Oscar Wilde[11] e venne diffuso grazie al romanzo scandalistico Il garofano verde in cui venne raccontato, con degli pseudonimi, l'amore tra Wilde e Lord Alfred Douglas.[12]
- Il garofano color porpora indica capricciosità. In Francia invece è un fiore funerario tradizionale, offerto per la scomparsa di una persona cara.
- In Francia e nei paesi francofoni, i garofani simboleggiano sfortuna.
- I garofani rosa hanno un significato simbolico e storico. Secondo una leggenda cristiana, la prima apparizione dei garofani sulla terra risale a quando Gesù venne crocifisso. Le lacrime versate dalla Beata Vergine Maria fecero spuntare dei garofani. Così il garofano rosa divenne il simbolo dell'amore immortale di una madre.[13][14]
- Il garofano è il fiore di coloro che nascono nel mese di gennaio.
- Il garofano rosso era usato come simbolo del Partito Socialista Italiano, presente anche nel logo ufficiale prima dal 1973, poi in un restyling dal 1986 al 1994.

Il nome scientifico del garofano, dianthus, proviene dal greco e significa "fiore celeste", o fiore di Giove.

## Feste ed eventi

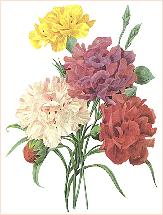
Garofani dipinti da Pierre-Joseph Redouté

I garofani vengono spesso indossati in occasioni speciali, in particolare per la festa della mamma e in occasione dei matrimoni. Nel 1907 Anna Jarvis scelse il garofano come emblema della festa della mamma perché era il fiore preferito di sua madre. Questa tradizione viene ancora oggi osservata negli Stati Uniti e in Canada la seconda domenica di maggio. Anna Jarvis scelse il garofano bianco per rappresentare la purezza dell'amore materno. Questo significato è andato evolvendosi nel tempo ed ora, nei paesi di lingua inglese, viene indossato un garofano rosso nel caso che la madre sia viva, e uno bianco nel caso sia morta.
In Corea, i garofani rossi e rosa vengono usati per mostrare amore e gratitudine verso i genitori in occasione del giorno a loro dedicato (in Corea non esiste la festa della mamma e del papà, ma vengono entrambi festeggiati l'8 maggio). A volte i genitori indossano un corpetto realizzato con dei garofani sulla parte sinistra del petto. Anche in occasione della festa degli insegnanti (15 maggio), le persone esprimono ammirazione e riconoscenza ai loro insegnanti donando garofani, poiché il garofano ha il significato di 'ammirazione', 'amore' e 'gratitudine'. Il garofano rosso per i libertari significa libertà ed è omaggiato il 1 maggio a Carrara nel corteo.
Il garofano rosso è anche il simbolo della festa del lavoro così come del movimento dei lavoratori, in alcuni paesi come l'Austria, l'Italia e i paesi dell'ex Iugoslavia. Il garofano rosso è anche il simbolo della rivoluzione dei garofani portoghese.
All'Università di Oxford, tradizionalmente i garofani vengono indossati per tutti gli esami, bianco per il primo esame, rosa per gli esami intermedi e rosso per l'ultimo esame. Il motivo di questa usanza deriva da una storia che dice che inizialmente era un garofano bianco che intinto in un calamaio rosso ad ogni esame, finiva con l'essere completamente rosso all'esame finale. La tradizione è recente e sembra sia iniziata nei tardi anni 1990.

## Simboli di entità territoriali e organizzazioni
Il garofano è il fiore nazionale della Spagna e della Slovenia, e quello provinciale della comunità autonoma delle Isole Baleari. Il simbolo dell'Ohio è un garofano rosso. Esso venne scelto in onore di William McKinley, governatore dell'Ohio e Presidente degli Stati Uniti d'America, che venne assassinato nel 1901, ed indossava regolarmente un garofano rosso sul bavero della giacca.

## Colori

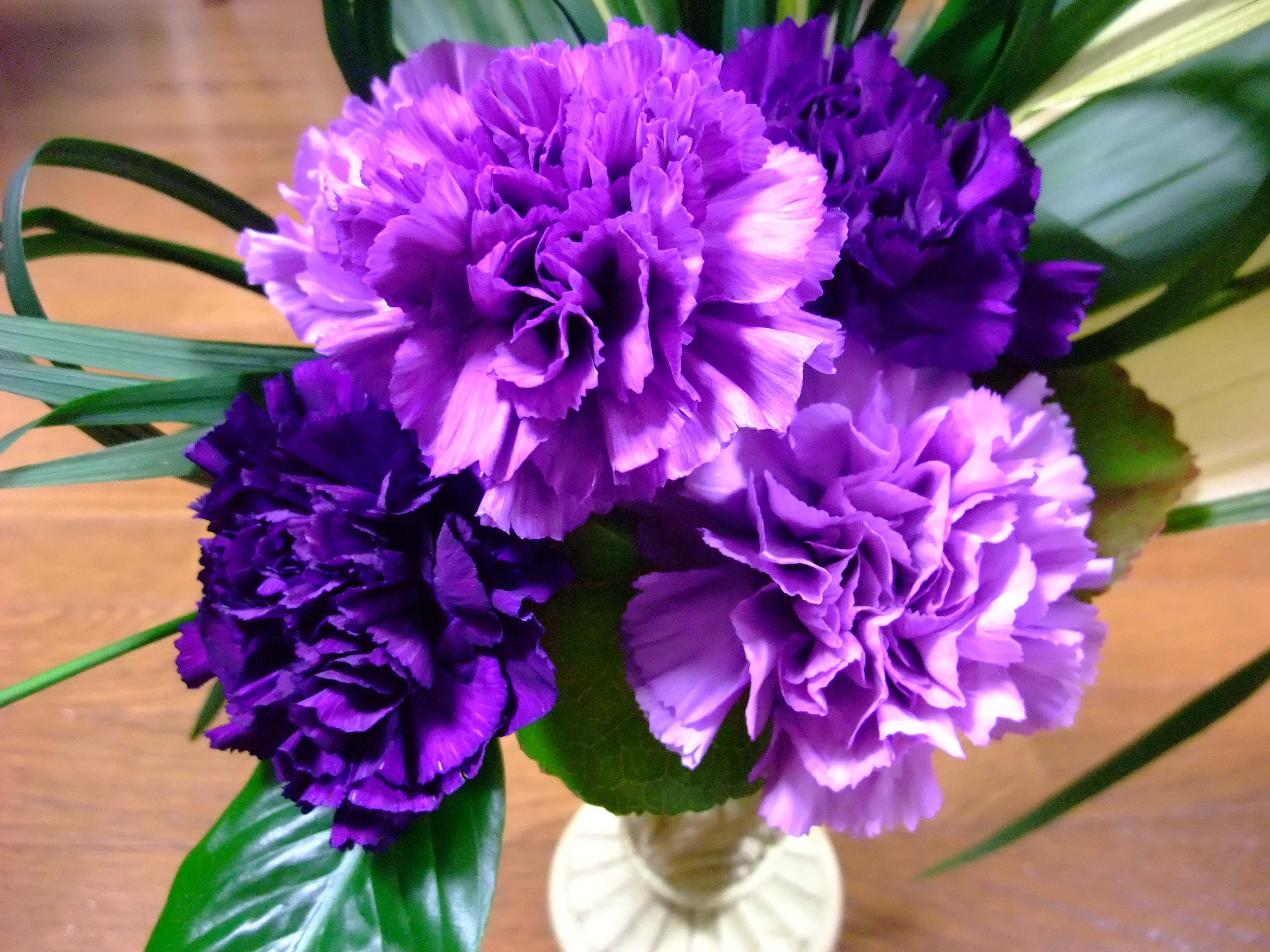
Moondust

I garofani non producono naturalmente il pigmento delfinidina, pertanto il garofano blu non può derivare da una selezione naturale o essere creato dalla tradizionale coltivazione delle piante. Condivide questa caratteristica con altri fiori ampiamente venduti come la rosa tea ibrida, il lilium, i crisantemi, i tulipani e le gerbere.
Intorno al 1996 attraverso la manipolazione genetica si riuscì ad estrarre dei geni dalla petunia e dall'antirrhinum per produrre un garofano blue-mauve, che venne commercializzato col nome di Moondust. Nel 1998 venne commercializzato un garofano violetto chiamato Moonshadow. Dal 2004 sono state realizzate altre tre varianti di colore blue-violetto/porpora.